# Josef Jelínek (výtvarník)
Josef Jelínek (* 19. října 1949, Praha) je český kostýmní výtvarník, scénograf a pedagog. Na svém kontě má výtvarné autorství kostýmů pro více než 950 inscenacím na celém světě. Za rok 2002 obdržel Českého lva za nejlepší kostýmy k filmu Andělská tvář. 

## Životopis
Už jako malý začal navštěvovat divadlo se svými rodiči. Chodil také do baletní přípravky Národního divadla, se kterou hrál většinou jako páže, dítě v operních představeních, v Prodané nevěstě ztvárnil dítě, jež varuje vesničany před medvědem, jenž se utrhl. Divadlo ho natolik okouzlilo, že si ve svém loutkovém divadle vytvářel nové loutky a scénu. Do svého památníku si kreslil a zapisoval myšlenky a shromažďoval tam autogramy od umělců z Národního divadla. Například pěvec Karel Kalaš mu tam i připsal zprávu „budoucímu návrháři kostýmů“. Navštěvoval také malířský kurz v ateliéru v prostorách Obecního domu, kde získal malířské základy. Když zvažoval, jak bude pokračovat v kariéře, otec mu poradil zaměřit se na scénografii místo tance, a tak se přihlásil na Střední umělecko-průmyslovou školu na obor jevištní technika, kterou absolvoval v roce 1968.
Úspěšně udělal zkoušky pro studium na DAMU u profesora Františka Tröstra. Krátce na to však František Tröster zemřel a nahradil ho profesor Ladislav Vychodil. Josefa si jako žáka tolik oblíbil, že když se vracel učit zpátky na Vysokou školu múzických umění v Bratislavě, přemluvil ho, aby na této škole dokončil své studium. Přesunul se do Bratislavy za studiem scénografie, kde se se scénografií zároveň vyučovalo i navrhování kostýmů. Navrhování kostýmů pod vedením Ludmily Purkyňové ho nejvíce uchvátilo a v rámci školního divadla si mohl realizovat své návrhy v divadelních dílnách. Už během studia navrhoval jako host ve zlínském divadle kostýmy například pro inscenace Zkrocení zlé ženy a Tomáš Becket, který se stal jeho absolventskou prací. Po dokončení studia získal angažmá ve zlínském divadle, během kterého zároveň hostoval v Praze, Brně, Bratislavě, v tehdejší Jugoslávii nebo Polsku.
Po smrti kostýmních výtvarníků Marcela Pokorného a Adolfa Weniga ho Vladimír Nývlt doporučil Ladislavu Štrosovi do Národního divadla. V roce 1983 byl přijat do Národního divadla, kde již ve věku 27 let poprvé hostoval. Navrhl kostýmy pro mnoho činoherních, operních a baletních představení. Občas se také zabýval scénografickou tvorbou, především pro balet. Následně začal pracovat ve Státní opeře Praha, kde setrval až do roku 2012.
Kostýmy a scény pro inscenace realizoval také pro další česká divadla, např. Národní divadlo Brno, Divadlo F. X. Šaldy, Národní divadlo moravskoslezské, Severočeské divadlo opery a baletu Ústí nad Labem, Jihočeské divadlo, Slezské divadlo Opava, Pražský komorní balet nebo Divadlo J. K. Tyla. Uplatnil se i v cizině, například v Monte Carlu, Lublani, Mariboru, Bratislavě, Banské Bystrici, Leedsu, Vídni, Bergenu, Bombaji, Buenos Aires, Santa Fé či Seville. Nejintenzivněji spolupracoval s režiséry Ladislavem Štrosem a Petrem Weiglem, pro něhož například navrhl kostýmy pro inscenaci Salome v Deutsche Oper Berlin. Kromě divadelních inscenací navrhoval kostýmy také pro filmy a seriály, zejména pro režiséry Petra Weigla, Antonína Moskalyka a Zdeňka Trošku. Své znalosti předával na tanečním katedře pražské HAMU v předmětu Kostýmy a scénografie.
Během svého života získal různá domácí i zahraniční vyznamenání. Nejcennější pro něj bylo, když na Pražském quadriennale 1975 obdržel čestné uznání a o osm let později zlatou medaili za kostým. Za rok 2002 obdržel cenu Český lev za nejlepší kostýmy k filmu Andělská tvář od Zdeňka Trošky. Za svou práci obdržel na předávání Cen Thálie 2011 Zvláštní cenu kolegia.

## Dílo

### Jevištní a kostýmní výpravy, výběr
- 1972 William Shakespeare: Zkrocení zlé ženy, Divadlo pracujících Gottwaldov, režie Svatopluk Skopal
- 1973 Jean Babtiste Lully; Molière: Jeden chce a druhý musí, Státní divadlo Brno, režie Evald Schorm
- 1976 Alois Jirásek: Lucerna, Národní divadlo Praha, režie Josef Mixa
- 1982 Tennessee Williams: Kočka na rozpálené plechové střeše, Národní divadlo Praha, režie Ladislav Vymětal
- 1982 Giuseppe Verdi: La traviata, Národní divadlo Praha, režie Ladislav Štros
- 1983 Petr Iljič Čajkovskij: Labutí jezero, Národní divadlo Praha, režie Jiří Němeček, Olga Skálová
- 1984 Václav Riedlbauch: Macbeth, Národní divadlo Praha, režie Antonín Moskalyk
- 1984 Ivo Jirásek: Mistr Jeroným, Národní divadlo Praha, režie Ladislav Štros
- 1985 Giuseppe Verdi: Falstaff, Národní divadlo Praha, režie Ladislav Štros
- 1986 Ludwig Minkus: Don Quijote, Národní divadlo Praha
- 1987 Josef Kajetán Tyl: Fidlovačka aneb Žádný hněv a žádná rvačka, Národní divadlo Praha, režie Václav Hudeček
- 1988 Leoš Janáček: Výlety páně Broučkovy, Národní divadlo Praha, režie Ladislav Štros
- 1988 Bohuslav Martinů: Dvakrát Alexandr, Národní divadlo Praha, režie Ladislav Štros
- 1990 Leoš Janáček: Z mrtvého domu, Národní divadlo Praha, režie Ladislav Štros
- 1991 Giuseppe Verdi, Ladislav Simon: Dáma s kaméliemi, Národní divadlo Praha, režie Petr Weigl
- 1991 Bohuslav Martinů: Hry o Marii, Národní divadlo Praha, režie Ladislav Štros
- 1994 Sergej Prokofjev: Popelka, Národní divadlo Praha, režie Vlastimil Harapes, Vlastimil Jílek
- 1995 Léo Delibes: Coppélia, Národní divadlo Praha, režie Jozef Bednárik
- 1996 Richard Strauss: Růžový kavalír, Národní divadlo Praha, režie Juraj Herz
- 1996 Petr Iljič Čajkovskij: Labutí jezero, Státní opera Praha, režie Vlastimil Harapes
- 1998 Antonín Dvořák: Rusalka, Národní divadlo Praha, režie Alena Vaňáková
- 1999 Petr Iljič Čajkovskij: Oněgin, Stanovské divadlo Praha, režie Vasilij Medveděv
- 2012 Ludwig Minkus: Don Quijote, Státní opera Praha, režie Jaroslav Slavický
- 2019 Petr Iljič Čajkovskij: Labutí jezero, Národní divadlo Praha, režie John Cranko
- 2019 Giacomo Puccini: Tosca, Národní divadlo Praha, režie Martin Otava

### Divadelní scénografie, výběr
- 1977 Ferdinand Hérold: Marná opatrnost, Slovenské národné divadlo Bratislava, režie Jozef Zajko
- 1981 Sergej Prokofjev: Kamenný kvítek, Smetanovo divadlo, režie Julius Effenberger
- 1982 Petr Iljič Čajkovskij: Labutí jezero, Smetanovo divadlo, režie Jiří Němeček, Olga Skálová
- 1985 Petr Iljič Čajkovskij: Labutí jezero, Slovenské národné divadlo Bratislava, režie Jiří Němeček
- 1987 Igor Stravinskij: Pták Ohnivák, Národní divadlo Praha, režie Jiří Blažek
- 1989 Vítězslav Novák; Svatopluk Čech: Signorina Gioventu, Státní divadlo Brno, režie Luboš Ogoun
- 1992 Gaetano Donizetti: Nápoj lásky, Národní divadlo Praha, režie Julius Effenberger
- 1994 Petr Iljič Čajkovskij: Louskáček, Národní divadlo Brno, režie Jiří Kyselák
- 1995 Vojtěch Jírovec: Natalie aneb Švýcarská mlékařka, Národní divadlo Brno, režie Zdeněk Prokeš
- 2002 Ferdinand Hérold: Marná opatrnost, Národní divadlo Praha, režie Alicia Alonso
- 2004 Petr Iljič Čajkovskij: Labutí jezero, Národní divadlo Praha, režie Robert Strajner
- 2007 Jean Poiret: Klec bláznů, Divadlo Radka Brzobohatého Praha, režie Robert Bellan
- 2011 Giuseppe Verdi: Trubadúr, Státní opera Praha, režie Lubor Cukr
- 2012 Ludwig Minkus: Don Quijote, Státní opera Praha, režie Jaroslav Slavický
- 2012 Zuzana Michlerová; Jiří Wolker: Pramen, Divadlo Na Rejdišti Praha, režie Gustav Skála
- 2016 Henry Purcell; Nehum Tate: Dido a Aeneas, Severočeské divadlo Ústí nad Labem, režie Vladimir Gončarov
- 2016 Franz Lehár; Victor Léon; Leo Stein:Veselá vdova, Divadlo Na Rejdišti Praha, režie Zbyněk Brabec
- 2018 Sergej Prokofjev: Péťa a vlk, Severočeské divadlo Ústí nad Labem, režie Vladimir Gončarov

### Filmové kostýmy, výběr
- 1975 Jozef Zachar: Sebechlebskí hudci
- 1978 Ján Roháč: Parížsky život
- 1980 Antonín Moskalyk: Starožitníkův krám
- 1980 Svatava Simonová: Pastýřská pohádka
- 1983 Eva Marie Bergerová: Její pastorkyňa
- 1985 Jaromil Jireš: Věčný Faust
- 1985 Věra Jordánová: Chán Sulejmán a víla Fatmé
- 1986 Věra Jordánová: Pavouk se smaragdovýma očima
- 1986 Miloslav Luther: Mahulena, zlatá panna
- 1987 Petr Weigl: Paví pírko
- 1989 Petr Weigl: Marie Stuartovna
- 1989 Svatava Simonová: Klaním se, měsíci
- 1989 Petr Weigl: Romeo a Julie na vsi
- 1991 Dušan Klein: Miláček Ornifle
- 1992 Petr Weigl: Lady Macbeth Mcenského újezdu
- 1993 Juraj Herz: Císařovy nové šaty
- 1996 Petr Weigl: Jak se dělá opera
- 1999 Zdeněk Troška: Z pekla štěstí
- 2001 Zdeněk Troška: Z pekla štěstí 2
- 2002 Zdeněk Troška: Andělská tvář
- 2003 Zdeněk Troška: Kameňák
- 2011 Zdeněk Troška: Čertova nevěsta
- 2013 Zdeněk Troška: Babovřesky aneb Z dopisu jedné drbny
- 2014 Zdeněk Troška: Babovřesky 2
- 2015 Zdeněk Troška: Babovřesky 3
- 2017 Zdeněk Troška: Čertoviny
- 2019 Zdeněk Troška: Zakleté pírko

## Ocenění
- Cena mladého výtvarníka
- Čestné uznání na Pražském quadriennale (1975)
- Zlatá medaile z trienále v Novém Sadu (1981)
- Zlatá medaile za nejlepší kostým na Pražském quadriennale (1983)
- Cena MK SR
- Český lev za nejlepší kostýmy (2002)
- Cena Thálie – Zvláštní cena kolegia (2012)